# Pałac w Leśnie Górnym
 Pałac w Leśnie Górnym – zabytkowy neogotycki (eklektyzm) pałac z poł. XIX wieku w Leśnie Górnym w gminie Police (województwo zachodniopomorskie).

## Historia i architektura
Został zbudowany przez Hermanna Schoefflera w latach 90. XIX wieku. Architektura budowli utrzymana została w stylu neogotyckim z formami eklektyzmu. Pałac zbudowano z otynkowanej czerwonej cegły i przykryty został czterospadowym dachem, na osi krótkiej przesłonięty parawanowymi ścianami. Posiada narożną, ośmioboczną wieżę przy fasadzie. Budynek jest trójkondygnacyjny o elewacjach podzielonych symetrycznie otworami okiennymi. Właściciele - rodzina Brussow - doprowadzili elektryczność, wodę i kanalizację, zamontowali podłogi wyłożone dębowym parkietem oraz wprowadzili centralne ogrzewanie. Kolejni natomiast urządzili park przypałacowy, w którym ustawiono w 1934 r. głaz ku pamięci poety Hermanna Lönsa.
Po II wojnie światowej obiekt przeszedł pod jurysdykcję polską. Od lat 60. XX w. pałac popadał w ruinę. W 2000 r. podjęto odbudowę pałacu i przyległego terenu. Obecnie budowla jest odrestaurowana i stanowi własnością prywatną.
Pałac oraz park z poł. XIX w. (nr. rej. A-866 z 18.05.1990 r.) znajdują się w rejestrze zabytków, natomiast teren dziedzińca gospodarczego stanowi zabudowę o lokalnych wartościach kulturowych.